# Mistr vyšebrodského oltáře
Anonymní Mistr vyšebrodského oltáře (kolem 1310 jižní Čechy ? – po 1360 neznámo kde) patřil k nejvýznamnějším osobnostem nejen v české, ale i v evropské gotické malbě, jež působily na dvoře císaře Karla IV. v polovině 14. století.

## Předpokládané životopisné údaje
Datum malířova narození není známo, ale předpokládá se, že to bylo kolem roku 1310. Jaroslav Pešina se jako historik umění domníval, že se jednalo o osobu českého původu, která následovala dobové trendy české gotické malby. Dokonce se objevil názor, že pocházel z jižních Čech. Pravděpodobně se vyučil v některé z malířských dílem v oblasti Kolína nad Rýnem. Objemová plastičnost a okázalá barevnost dokládají jeho pozdější poučení na deskových malbách Giottova okruhu. Lze se proto domnívat, že malíř absolvoval studijní cestu vedoucí přes Klosterneuburg do Benátek a snad až do střední Itálie (Assisi). Po návratu do Čech se zařadil do okruhu malířů působících na dvoře Karla IV. To znamenalo, že dílna, kterou Mistr vedl, působila v Praze nebo v jejím blízkém okolí. Někteří historici připouštějí, že se dílna či její část, mohla přechodně přesunout na panství Petra I. z Rožmberka v jižních Čechách. Působení Mistra vyšebrodského oltáře tak spadá do období mezi roky 1340 a 1360, kdy vznikla řada deskových obrazů zobrazujících Madonu s dítětem. V těchto obrazech nacházíme syntézu stylu vrcholné gotiky s prvky byzantského a toskánského malířství. Dobře to dokládá nedávno objevený obraz Trůnící Madony s Ježíškem datovaný do období kolem roku 1350.

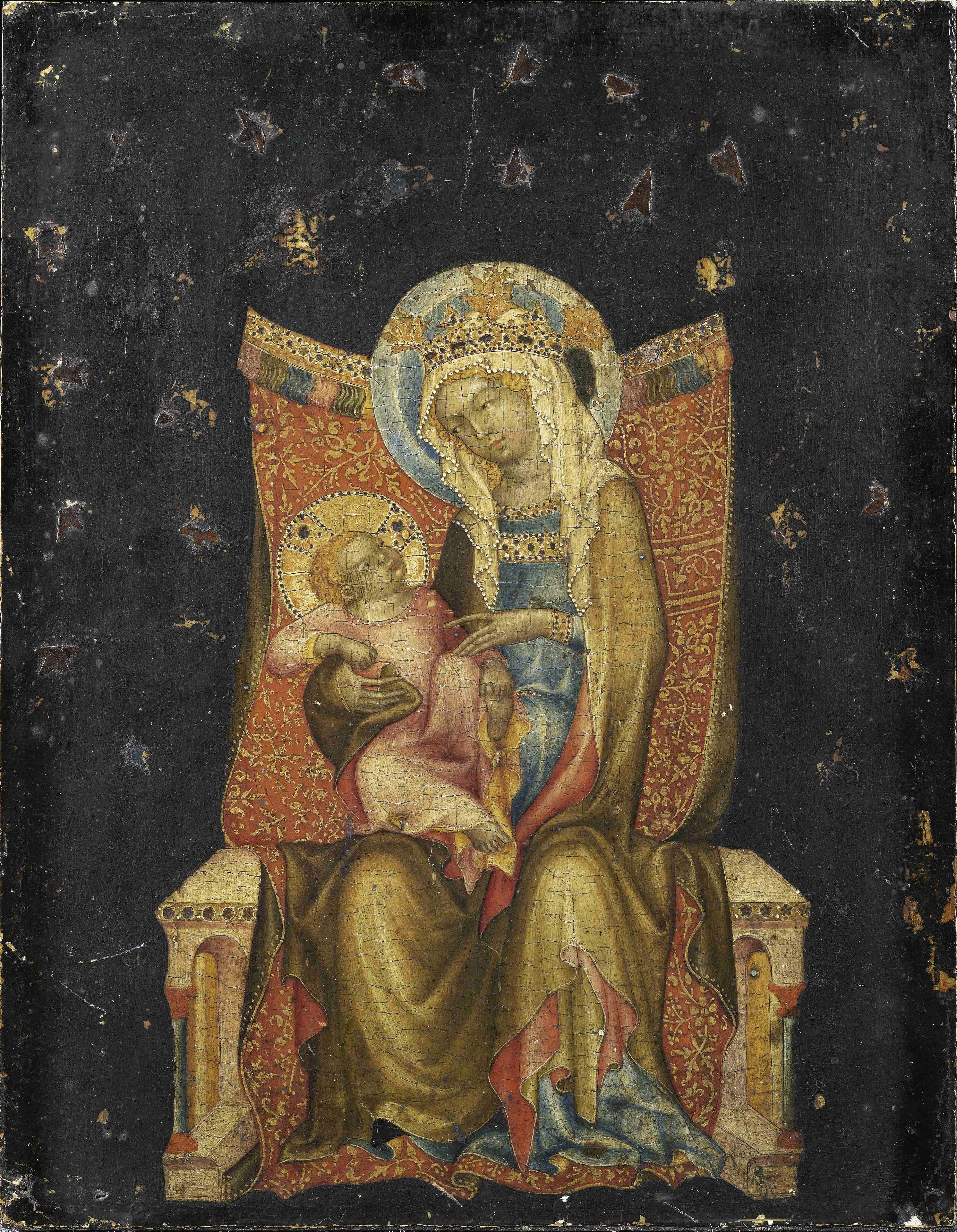
Trůnící Madona s Ježíškem (asi 1350; Metropolitní muzeum, New York, USA)

Ježíšek na klíně Panny Marie si na tomto obraze levou ručkou chytá nožičku, druhou rukou se drží Mariina palce. Je pravdou, že na některých Mistrových mariánských obrazech má Ježíšek jen vytočené chodidlo směrem k divákovi, ale tisknutí Mariina palce není zdaleka tak výjimečné, jak to dokládají obrazy Mistra vyšebrodského oltáře známé jako Madona mostecká (před 1345) nebo Madona z Veveří (po 1345). Oba tyto obrazy svou datací vzniku dokonce předcházejí obrazu Trůnící Madony s Ježíškem. Z poloviny 14. století pochází i hlavní mistrovo dílo – Cyklus vyšebrodského oltáře – tvořené devíti obrazovými deskami. V nedávné době se ukázalo, že první deska Vyšebrodského cyklu, nazvaná Zvěstování Panně Marii, existuje i v dílenské kopii, kterou si pravděpodobně objednal syn Petra I. z Rožmberka, Petr II. z Rožmberka. Dílna Mistra vyšebrodského oltáře se věnovala také malbě fresek s odkazem na nástěnné malby v kostele sv. Tomáše v Praze. Pavel Vlček však ve svých Uměleckých památkách Prahy (Malá Strana) fragmenty fresek v kostelní sakristii datoval do 30. let 14. století a naopak fresku sv. Hedviky vročil až do období kolem roku 1370, aniž zmínil možného autora. Uvádí se i účast Mistrovy dílny na rukopisných iluminacích v kodexu s legendou sv. Hedviky, známém jako Lubiňský kodex. Po roce 1360 se však další díla Mistra vyšebrodského oltáře již neobjevují, z čehož lze usuzovat na Mistrovu smrt, aniž je přesně známo místo a datum jeho úmrtí.

## Malířská tvorba
Jedním z nejstarších deskových vyobrazení Madony s dítětem je deskový obraz známý jako Madona mostecká. Obraz, který nese ještě byzantinizující znaky, byl pravděpodobně namalován po roce 1340 pro klášter magdalenitek v Záhražanech u Mostu. Plátnem potažená deska z lipového dřeva se pak dlouhou dobu nacházela v kapucínském klášterním kostele v Mostu. Slohově se obraz volně váže k širšímu okruhu dílny Mistra vyšebrodského oltáře. Na tomto obraze Ježíšek spočívá na pravé Mariině ruce a ve své ručičce drží stehlíka jako odkaz na své pozdější utrpení.

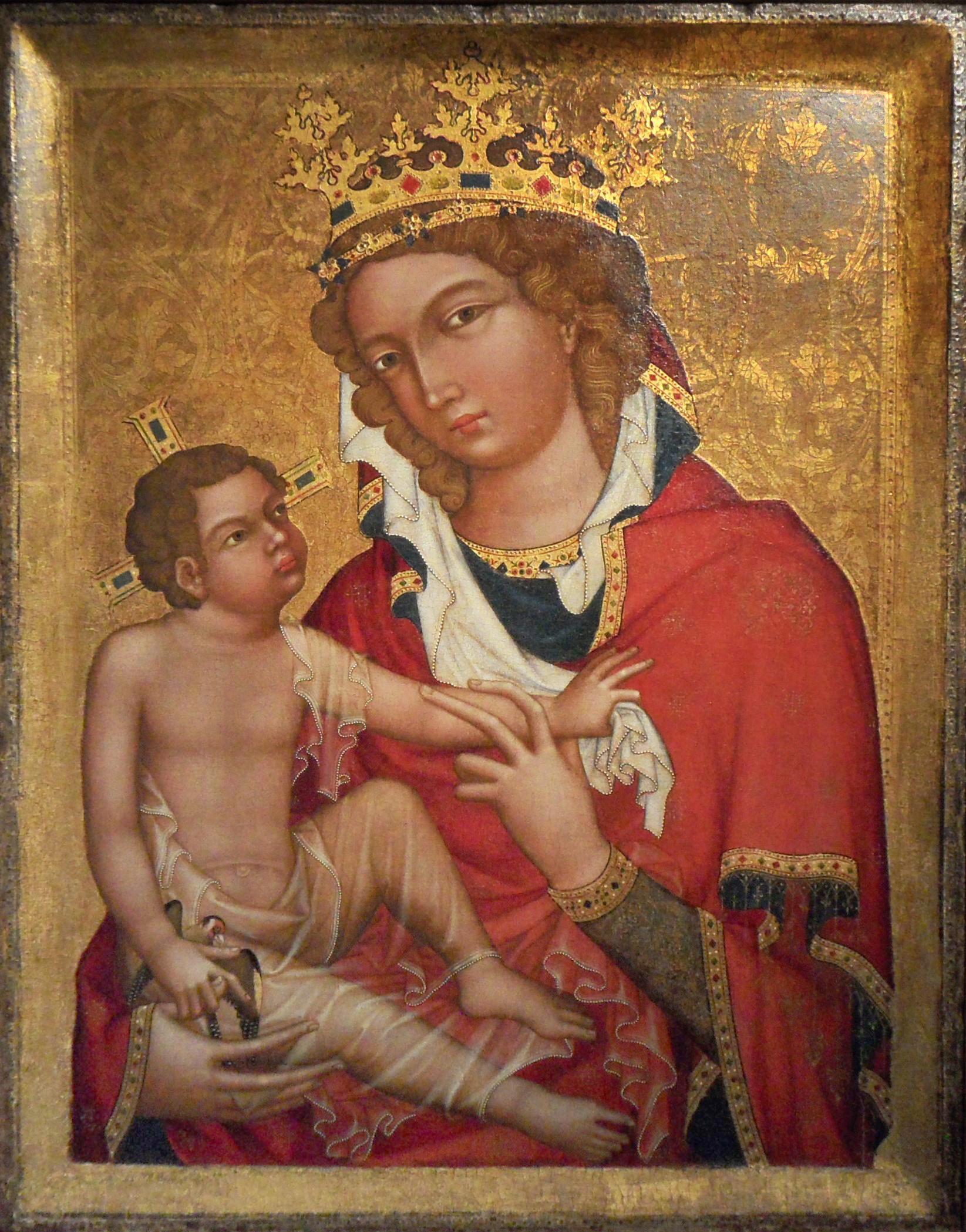
Madona z Veveří (kolem 1345/50; Diecézní muzeum v Brně, ČR)

Stehlíka v ruce drží Ježíšek i na obraze zvaném Madona z Veveří. Obraz vykazuje intimnější vztah obou postav, přičemž tvář Madony již obsahuje italizující lyrické rysy. Na rozdíl od plachetky či pláště (maforium) na hlavě Madony mostecké má Madona z Veveří na hlavě místo maforia královskou korunu. Sienského původu je také průsvitná rouška částečně halící Ježíškovo tělo. Tím tento obraz patří již bezprostředně do začátku činnosti dílny Vyšebrodského mistra. V literatuře je obraz Madony z Veveří dáván do úzké souvislosti s Madonou strahovskou a současně je odklonem od italo-byzantského typu Madony mostecké. Další variantou typu Madony s děckem, kdy Ježíšek sedí zpříma a drží v ruce stehlíka, je Madona zbraslavská namalovaná v polovině 14. století pro cisterciácký klášter na Zbraslavi. Podobně jako Madona veverská a Madona strahovská má i ona na hlavě korunu a Ježíškovu hlavu obklopuje křížový nimbus. Doba vzniku obrazu je kladena do začátku 50. let 14. století, tj. do doby, kdy vznikal i Vyšebrodský cyklus. Devět desek ze života Krista a jeho utrpení bylo namalováno na plátnem potažených deskách z javorového dřeva. Celý cyklus není dílem jediného malíře. Z ruky Mistra pravděpodobně pocházejí jen obrazy Zvěstování, Narození a Klanění tří králů, a možná i Zmrtvýchvstání. Předpokládaný podíl dalších dvou schopných dílenských pomocníků je vymezen tak, že jeden namaloval obrazy Kristus na Olivové hoře, Ukřižování a Oplakávání, zatímco druhý je autorem Seslání Ducha Svatého. Poněkud méně zdařilá deska Nanebevstoupení je asi prací dílenským prostředím ovlivněného tovaryše.

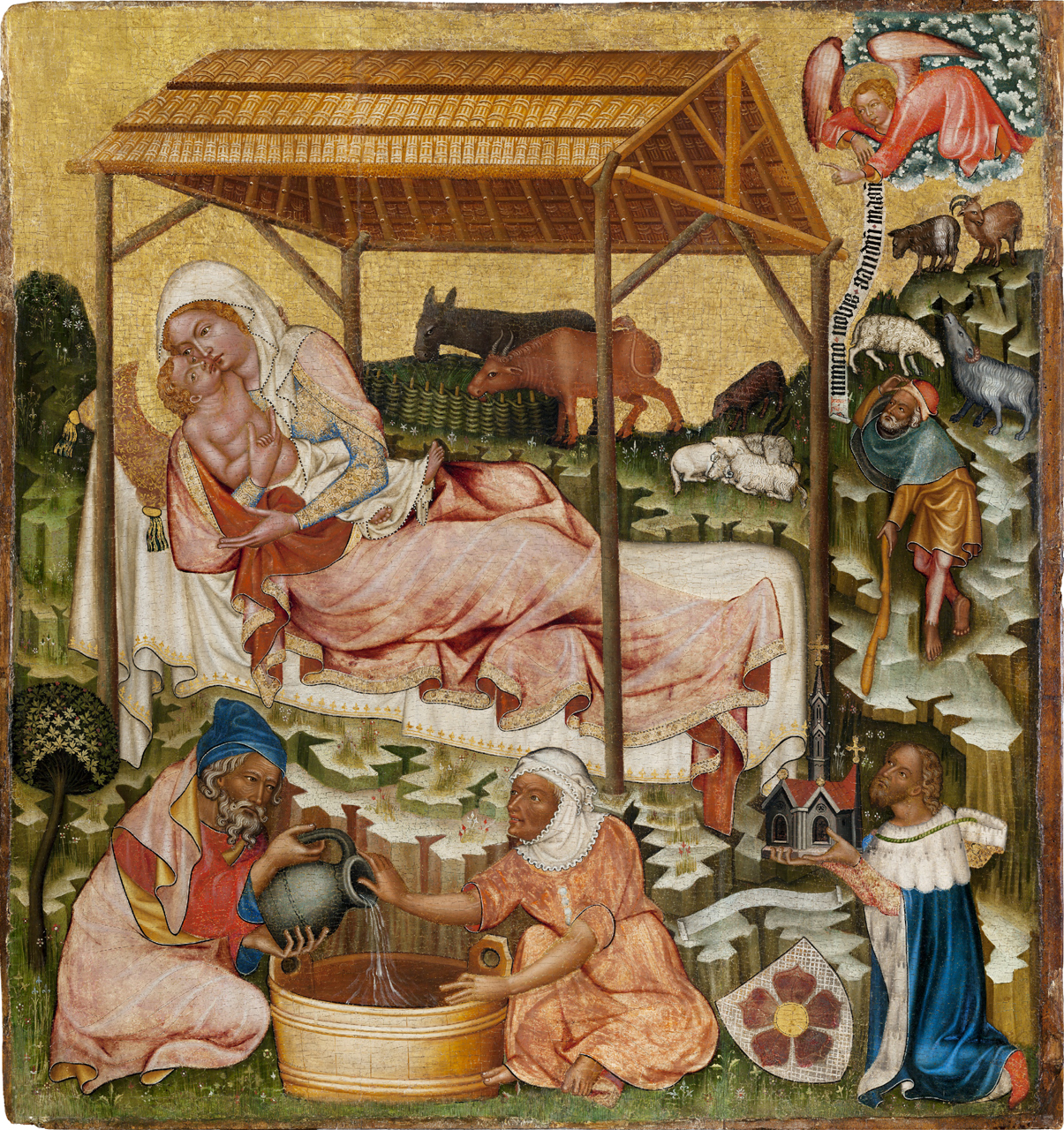
Narození Krista (kolem 1345/50; Národní galerie, Praha, ČR)

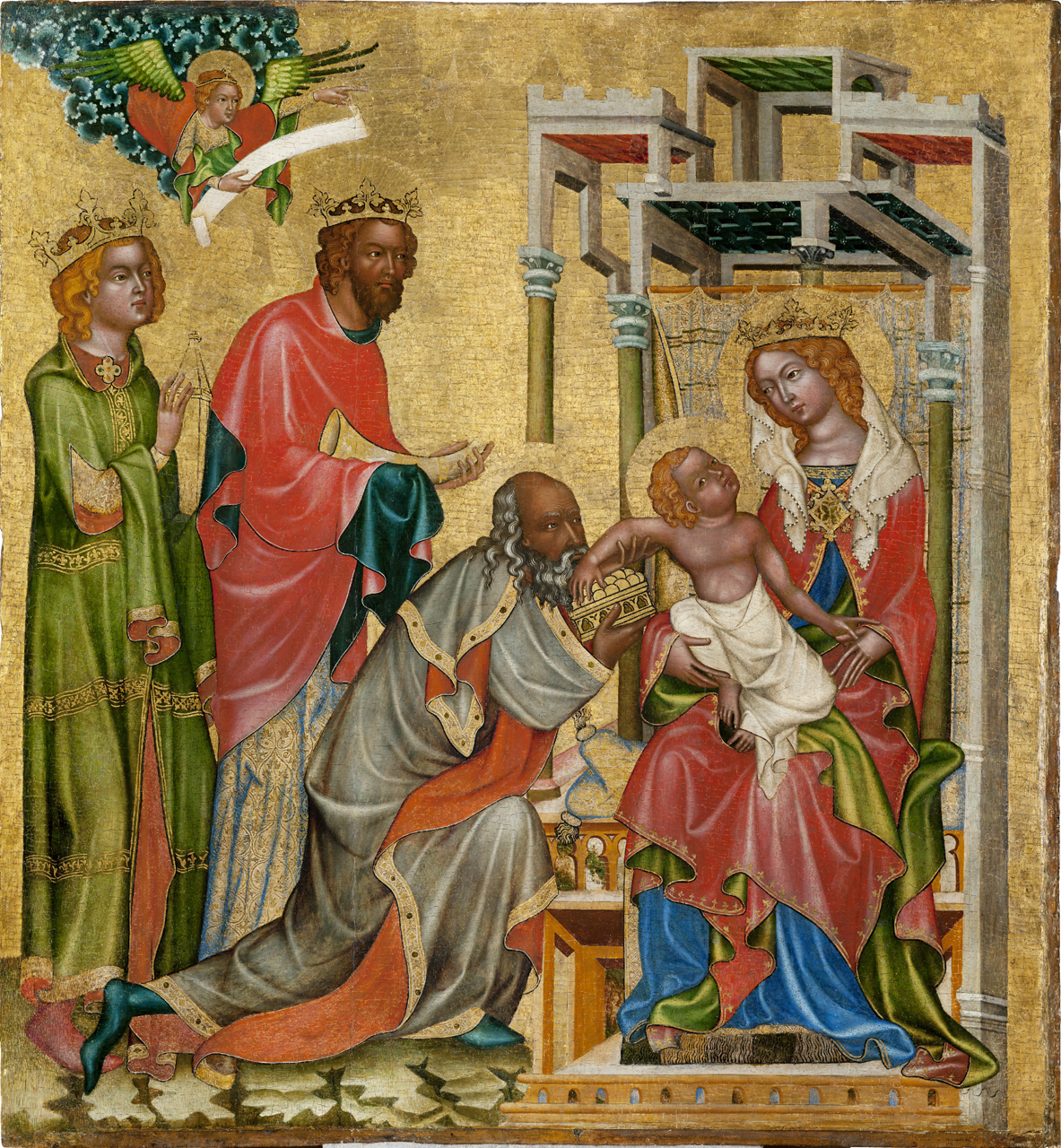
Klanění tří králů (kolem 1345/50; Národní galerie, Praha, ČR)

Malířovo ovlivnění toskánským malířstvím dokládá deska Narození Krista, která své základní schéma odvozuje od stejného vyobrazení námětu, jak ho zpodobnil Giotto di Bondone (1267?–1337) na fresce v padovské kapli Scrovegniů. Obě Narození spojuje vyobrazení šikmo natočené betlémské chýše vykazující laťovou konstrukci. Mimořádná podobnost obou vyobrazení Kristova narození vedla k domněnce, že Mistr Giottovu fresku osobně poznal. Deska Klanění tří králů diváka upoutá nápadnou podobností Madony s vyobrazením Madony z Veveří. Jaroslav Pešina současně upozornil na podobnost třetího krále s mladým mužem v obraze Narození namalovaném benátským malířem Paolo Venezianem (1300?–1362?). Přitom benátsko-byzantské typy postav Vyšebrodský mistr charakterově přetvořil do stylu vrcholné gotiky, včetně zvýraznění barevného koloritu, čímž posílil lyričnost celé scény.

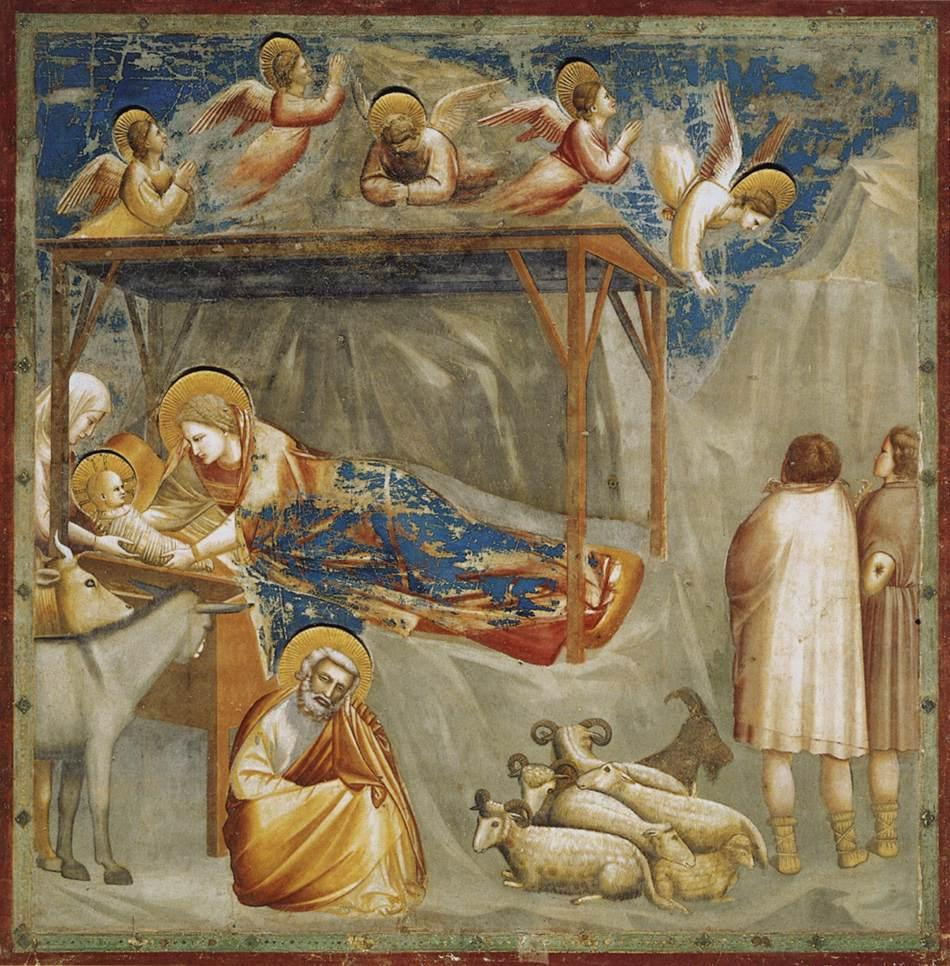
17. scéna z Giottova cyklu Kristova života – Narození Krista (1304/06; kaple Scrovegniů, Padova, Itálie)

Vyvrcholením celého Vyšebrodského cyklu je deska se Zmrtvýchvstáním s nadpozemsky majestátným Kristem. Obraz ve své pravé polovině překvapivě zahrnuje i příběh Tří Marií u prázdného Kristova hrobu, kde se jim zjevil anděl. Postavy vyobrazené na této desce, především však frontální postava vzkříšeného Krista, mají mnohé společné rysy s podobnými postavami Krista v díle sienského malíře Lippo Vanniho (1315–1375). 

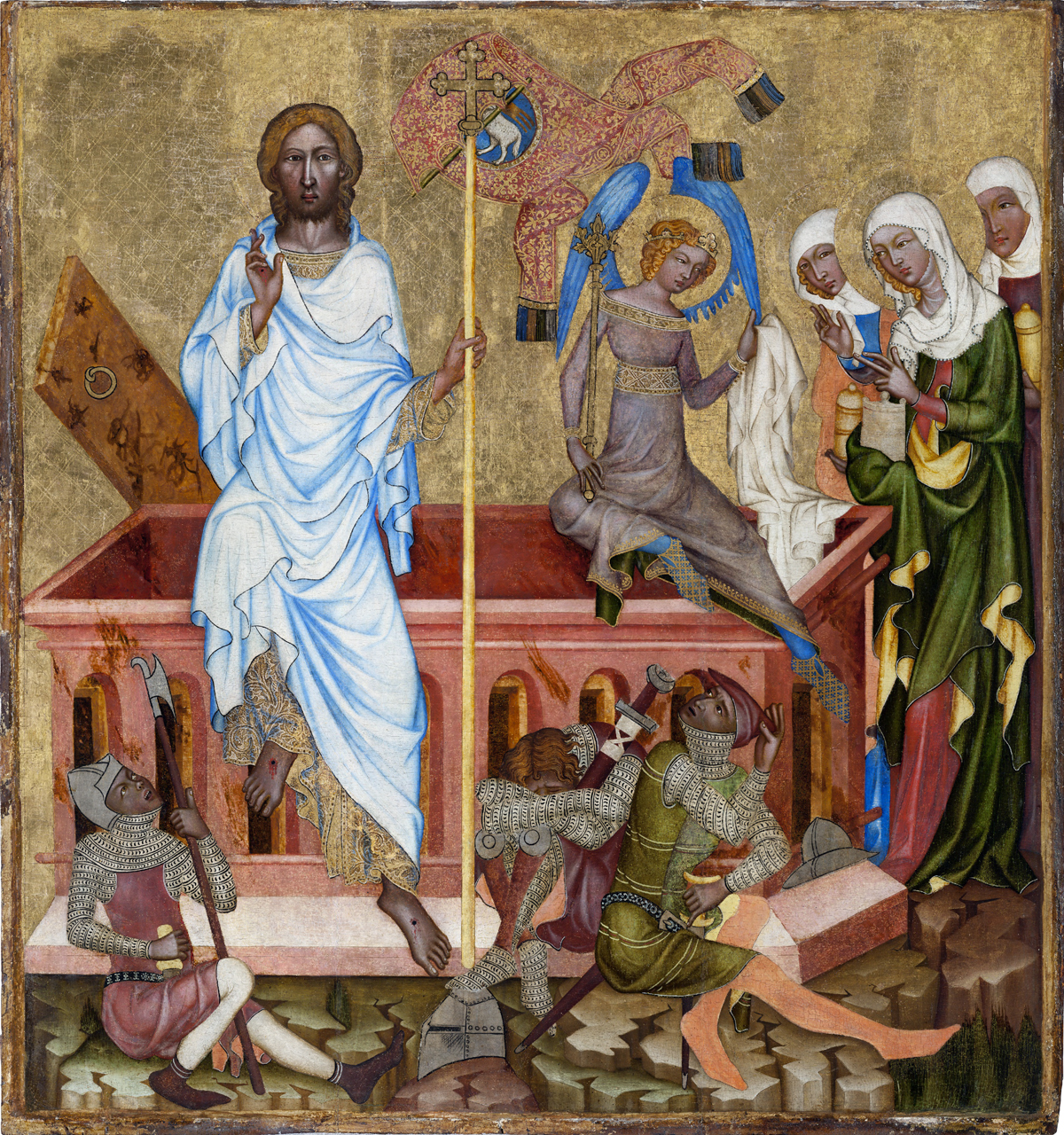
Zmrtvýchvstání Krista spojené s příběhem Tří Marií. (před 1350; Národní galerie, Praha, ČR)

Podnět pro samotný příběh „Tří Marií u prázdného Kristova hrobu“, který Mistr vyšebrodský včlenil do vyobrazení „Kristova zmrtvýchvstání“, je možné hledal v jedné ze čtyř desek Klosterneuburského oltáře z let 1330/31. Mistr se s dílem Mistra Klosterneuburského oltáře nepochybně seznámil na své studijní cestě směřující na jih Evropy.
Devět desek Vyšebrodského cyklu začalo vznikat krátce po dokončení Madony z Veveří, to znamená, že vznikly krátce po roce 1345. Oltářní cyklus byl dokončen až po smrti donátora tohoto oltáře, Petra I. z Rožmberka (zemřel 1347). O jeho dokončení se pravděpodobně postaral jeho syn, Jošt I. z Rožmberka (zemřel 1369). Činnost dílny Mistra vyšebrodského oltáře však pokračovala i po roce 1350 a to především malbou Madon s dítětem. Tomuto pozdnímu období dominuje obraz nazvaný Madona zbraslavská (po 1350) určený pro cisterciácký klášter ve Zbraslavi. Po roce 1355 vznikl obraz „Madony Pokorné“, zvaný Madona vyšehradská, který byl původně určen pro špitální kostel Pokory Panny Marie nacházející se v oblasti pod Vyšehradem. A ještě před rokem 1360 vznikl obraz Madony římské, který byl původně součástí diptychu s deskou zobrazující „Bolestného Krista“. Obraz Trůnící Madona se sv. Kateřinou a sv. Markétou (kolem 1360) představuje závěr slohu reprezentovaného Mistrem vyšebrodského oltáře. Obraz překlenuje gotickou malbu v Českých zemích mezi léty 1340 a 1360, přičemž dokládá pokročilý stupeň asimilace malby italského trecenta na našem území kolem poloviny 14. století.

## Umělecko-historický význam díla Mistra vyšebrodského oltáře
V polovině 14. století se příklon českého gotického malířství k Itálii týkal především deskové malby. Původně odděleně působící gotické a italizující slohové prvky se po roce 1340 začaly prolínat. Dokládá to vrcholné dílo vzniklé v té době v dílně anonymního Mistra vyšebrodského oltáře. Slohovým základem je Mistrova znalost anglofrancouzského kresebného slohu, který byl po roce 1300 modifikován v Porýní a v dolnorakouské oblasti. Rozhodující však byla malířova lekce, které se mu dostalo v Itálii (Benátky, Siena, Florencie, Assisi). Jeho umění, které Mistr vtiskl české deskové malbě, mělo přesah i mimo hranice Českého království a ovlivnilo vývoj české gotické malby až do husitských válek.